# AEW Grand Slam (2023)
Grand Slam (2023) foi o terceiro especial anual de luta livre profissional Grand Slam produzido pela All Elite Wrestling (AEW). Aconteceu em 20 de setembro de 2023, no Arthur Ashe Stadium, no bairro de Queens, na cidade de Nova York. O evento de duas partes foi transmitido como episódios especiais dos programas semanais de televisão da AEW, Wednesday Night Dynamite e Friday Night Rampage. Dynamite foi ao ar ao vivo na TBS enquanto Rampage foi ao ar em fita delay em 22 de setembro na TNT e foi expandido para duas horas para o especial do Grand Slam.
Um total de 12 partidas foram realizadas nos dois episódios, com cinco transmitidas ao vivo pelo Dynamite e sete gravadas pela Rampage. No evento principal da transmissão do Dynamite, MJF derrotou Samoa Joe para reter o Campeonato Mundial da AEW. No evento principal da transmissão Rampage, The Elite (Matt Jackson, Nick Jackson e "Hangman" Adam Page) derrotaram Mogul Embassy (Brian Cage, Bishop Kaun e Toa Liona) para ganhar o Campeonato Mundial de Duplas de Seis Homens da ROH.

## Produção

### Introdução
Grand Slam é um especial anual de televisão produzido todo mês de setembro pela promoção americana de luta livre profissional All Elite Wrestling (AEW) desde 2021. O evento é realizado no Arthur Ashe Stadium, no bairro de Queens, em Nova York, e vai ao ar como um especial de duas partes, abrangendo as transmissões de Wednesday Night Dynamite e Friday Night Rampage. No episódio de 28 de junho de 2023 do Dynamite, foi anunciado que o terceiro Grand Slam anual seria realizado em 20 de setembro, com Dynamite sendo transmitido ao vivo naquela noite no TBS e Rampage transmitido em tape delay em 22 de setembro na TNT com Rampage expandido para duas horas para o especial do Grand Slam.

### Rivalidades
Grand Slam apresentou lutas de luta livre profissional que envolveram diferentes lutadores de rivalidades e histórias pré-existentes. Os lutadores retratavam heróis, vilões ou personagens menos distinguíveis em eventos roteirizados que criavam tensão e culminavam em uma luta ou série de lutas. As histórias foram produzidas nos programas semanais de televisão da AEW, Dynamite, Rampage e Collision.
No episódio de 30 de agosto do Dynamite, foi revelado que haveria um torneio no qual o vencedor receberia uma partida pelo Campeonato Mundial da AEW contra MJF no Dynamite: Grand Slam. O torneio foi vencido por Samoa Joe.
No episódio de 6 de setembro do Dynamite, foi anunciado que no próximo episódio, uma luta four-way entre Dr. Britt Baker, D.M.D., Hikaru Shida, Nyla Rose e Toni Storm aconteceria para determinar o desafiante de Saraya pelo Campeonato Mundial Feminino da AEW no Dynamite: Grand Slam. A partida foi vencida por Storm.

## Results

### Night 1 (Dynamite(transmitido ao vivo em 20 de setembro))
| Nº                                          | Resultados                                                                   | Estipulações                                                                            | Tempo |
| ------------------------------------------- | ---------------------------------------------------------------------------- | --------------------------------------------------------------------------------------- | ----- |
| 1                                           | Eddie Kingston (Strong) derrotou Claudio Castagnoli (ROH) (com Wheeler Yuta) | Luta O Vencedor Leva Tudo pelo Campeonato Mundial da ROH e Campeonato Forte Peso Aberto | 15:15 |
| 2                                           | Chris Jericho derrotou Sammy Guevara                                         | Lutas individual                                                                        | 16:10 |
| 3                                           | Rey Fenix (com Alex Abrahantes) derrotou Jon Moxley (c)                      | Lutas individual pelo Campeonato Internacional da AEW                                   | 11:35 |
| 4                                           | Saraya (c) (com Ruby Soho) derrotou Toni Storm                               | Lutas individual pelo Campeonato Mundial Feminino da AEW                                | 8:30  |
| 5                                           | MJF (c) derrotou Samoa Joe                                                   | Lutas individual pelo Campeonato Mundial da AEW                                         | 18:40 |
| (c) – Refere-se aos campeões antes da luta. |                                                                              |                                                                                         |       |

### Noite 2 (Rampage(gravado em 20 de setembro, exibido em 22 de setembro))
| Nº                                          | Resultados | Estipulações                                                                                            | Tempo |
| ------------------------------------------- | --- | --- | ----- |
| 1                                           | Sting e Darby Allin (com Nick Wayne) derrotaram Christian Cage e Luchasaurus                                                                                           | Luta de duplas                                                                                          | 7:42  |
| 2                                           | Hook, Kris Statlander e Orange Cassidy derrotaram Angelo Parker, Anna Jay e Matt Menard (com Jake Hager)                                                               | Luta de duplas mistas de seis pessoas                                                                   | 9:24  |
| 3                                           | The Righteous (Dutch e Vincent) derrotaram Best Friends (Chuck Taylor e Trent Beretta), The Kingdom (Matt Taven e Mike Bennett) e The Hardys (Matt Hardy e Jeff Hardy) | Luta de duplas de quatro equipes para uma luta pelo Campeonato Mundial de Duplas da ROH no WrestleDream | 9:28  |
| 4                                           | Billy Gunn e The Acclaimed (Max Caster e Anthony Bowens) (c) derrotaram The Dark Order (Alex Reynolds, Evil Uno e John Silver)                                         | Luta de duplas de 6 homens pelo Campeonato Mundial de Trios da AEW                                      | 10:38 |
| 5                                           | Julia Hart (com Brody King) derrotou Skye Blue | Lutas individual                                                                                        | 8:14  |
| 6                                           | Mike Santana derrotou Boulder | Lutas individual                                                                                        | 2:24  |
| 7                                           | The Elite (Matt Jackson, Nick Jackson e "Hangman" Adam Page) derrotou a Mogul Embassy (Brian Cage, Bishop Kaun e Toa Liona) (c) (com o Prince Nana)                    | Luta de duplas de 6 homens pelo Campeonato Mundial de Duplas de 6 Homens da ROH                         | 11:56 |
| (c) – Refere-se aos campeões antes da luta. | | |       |

### Torneio Eliminatório pelo Campeonato Mundial Grand Slam
|  | Quartas de final Dynamite (6 de setembro de 2023) Rampage (8 de setembro de 2023) | Quartas de final Dynamite (6 de setembro de 2023) Rampage (8 de setembro de 2023) | Quartas de final Dynamite (6 de setembro de 2023) Rampage (8 de setembro de 2023) |                 |                     | Semifinais Colission (9 de setembro de 2023) | Semifinais Colission (9 de setembro de 2023) | Semifinais Colission (9 de setembro de 2023) |  |  | Final Dynamite (13 de setembro de 2023) | Final Dynamite (13 de setembro de 2023) | Final Dynamite (13 de setembro de 2023) |  |
|  |                                                                                   |                                                                                   |                                                                                   |                 |                     |                                              |                                              |                                              |  |  |                                         |                                         |                                         |  |
|  | 1                                                                                 | Darby Allin                                                                       | Sub                                                                               |                 |                     |                                              |                                              |                                              |  |  |                                         |                                         |                                         |  |
|  | 1                                                                                 | Darby Allin                                                                       | Sub                                                                               |                 |                     |                                              |                                              |                                              |  |  |                                         |                                         |                                         |  |
|  | 8                                                                                 | Nick Wayne                                                                        | 14:55                                                                             |                 |                     |                                              |                                              |                                              |  |  |                                         |                                         |                                         |  |
|  | 8                                                                                 | Nick Wayne                                                                        | 14:55                                                                             |                 | Darby Allin         | Darby Allin                                  | 14:45                                        |                                              |  |  |                                         |                                         |                                         |  |
|  |                                                                                   |                                                                                   |                                                                                   |                 | Darby Allin         | Darby Allin                                  | 14:45                                        |                                              |  |  |                                         |                                         |                                         |  |
|  |                                                                                   |                                                                                   | Roderick Strong                                                                   | Roderick Strong | Pin                 |                                              |                                              |                                              |  |  |                                         |                                         |                                         |  |
|  | 4                                                                                 | Trent Beretta                                                                     | Roderick Strong                                                                   | Roderick Strong | Pin                 | 11:00                                        |                                              |                                              |  |  |                                         |                                         |                                         |  |
|  | 4                                                                                 | Trent Beretta                                                                     |                                                                                   |                 |                     |                                              |                                              |                                              |  |  |                                         |                                         |                                         |  |
|  | 5                                                                                 | Roderick Strong                                                                   | Pin                                                                               |                 |                     |                                              |                                              |                                              |  |  |                                         |                                         |                                         |  |
|  | 5                                                                                 | Roderick Strong                                                                   | Pin                                                                               |                 | Roderick Strong     | Roderick Strong                              | 11:00                                        |                                              |  |  |                                         |                                         |                                         |  |
|  |                                                                                   |                                                                                   |                                                                                   |                 |                     |                                              |                                              |                                              |  |  |                                         |                                         |                                         |  |
|  |                                                                                   |                                                                                   | Samoa Joe                                                                         | Samoa Joe       | Sub                 |                                              |                                              |                                              |  |  |                                         |                                         |                                         |  |
|  | 2                                                                                 | Penta El Zero Miedo                                                               | Samoa Joe                                                                         | Samoa Joe       | Sub                 | Pin                                          |                                              |                                              |  |  |                                         |                                         |                                         |  |
|  | 2                                                                                 | Penta El Zero Miedo                                                               |                                                                                   |                 |                     |                                              |                                              |                                              |  |  |                                         |                                         |                                         |  |
|  | 7                                                                                 | Jay Lethal                                                                        | 12:07                                                                             |                 |                     |                                              |                                              |                                              |  |  |                                         |                                         |                                         |  |
|  | 7                                                                                 | Jay Lethal                                                                        | 12:07                                                                             |                 | Penta El Zero Miedo | Penta El Zero Miedo                          | 15:00                                        |                                              |  |  |                                         |                                         |                                         |  |
|  |                                                                                   |                                                                                   |                                                                                   |                 | Penta El Zero Miedo | Penta El Zero Miedo                          | 15:00                                        |                                              |  |  |                                         |                                         |                                         |  |
|  |                                                                                   |                                                                                   | Samoa Joe                                                                         | Samoa Joe       | Pin                 |                                              |                                              |                                              |  |  |                                         |                                         |                                         |  |
|  | 3                                                                                 | Samoa Joe                                                                         | Samoa Joe                                                                         | Samoa Joe       | Pin                 | Pin                                          |                                              |                                              |  |  |                                         |                                         |                                         |  |
|  | 3                                                                                 | Samoa Joe                                                                         |                                                                                   |                 |                     |                                              |                                              |                                              |  |  |                                         |                                         |                                         |  |
|  | 6                                                                                 | Jeff Hardy                                                                        | 8:31                                                                              |                 |                     |                                              |                                              |                                              |  |  |                                         |                                         |                                         |  |